# 布雷茨庫鄉

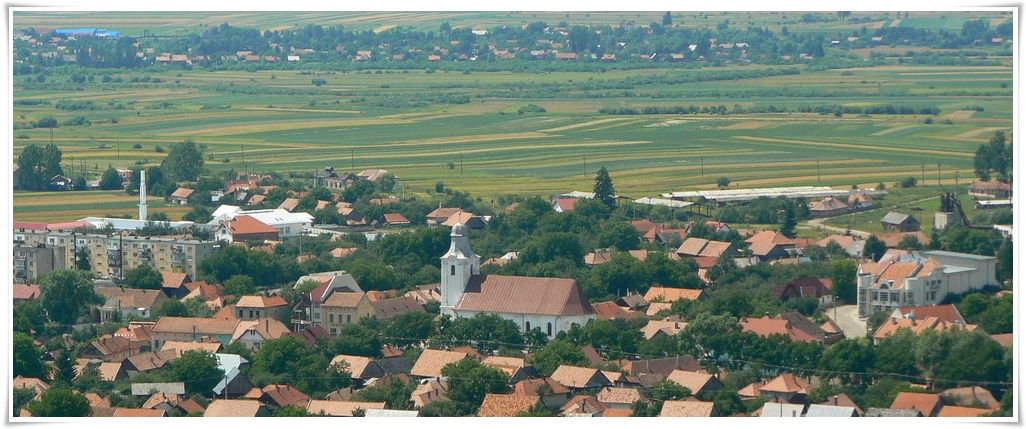

46°3′0″N 26°18′0″E / 46.05000°N 26.30000°E
布雷茨庫鄉（羅馬尼亞語：Comuna Brețcu, Covasna），是羅馬尼亞的鄉份，位於該國中部，由科瓦斯納縣負責管轄，面積116平方公里，海拔高度639米，2007年人口3,865，人口密度每平方公里33人。